# 常総・宇都宮東部連絡道路
常総・宇都宮東部連絡道路（じょうそう・うつのみやとうぶれんらくどうろ）は、常磐自動車道の谷和原ICから東北自動車道の矢板ICに至る、総延長約100 kmの地域高規格道路である。
常磐道、圏央道、北関東道、東北道などの高規格幹線道路を補完し、茨城県のつくば・土浦・鹿島地域集積圏と小山・下館地域集積圏及び栃木県央・北部地域集積圏との広域交流を促進する目的で、現在整備が進められている。
栃木県の総合計画である「とちぎ元気プラン」において、「コリドールネットワーク構想」のスカイコリドールの基軸として位置付けられているほか、茨城県の広域道路整備の基本方針「県土60分構想」実現のため重要な都市間連携軸（地域促進型広域道路網）の1つと位置付けられている。

## 特徴

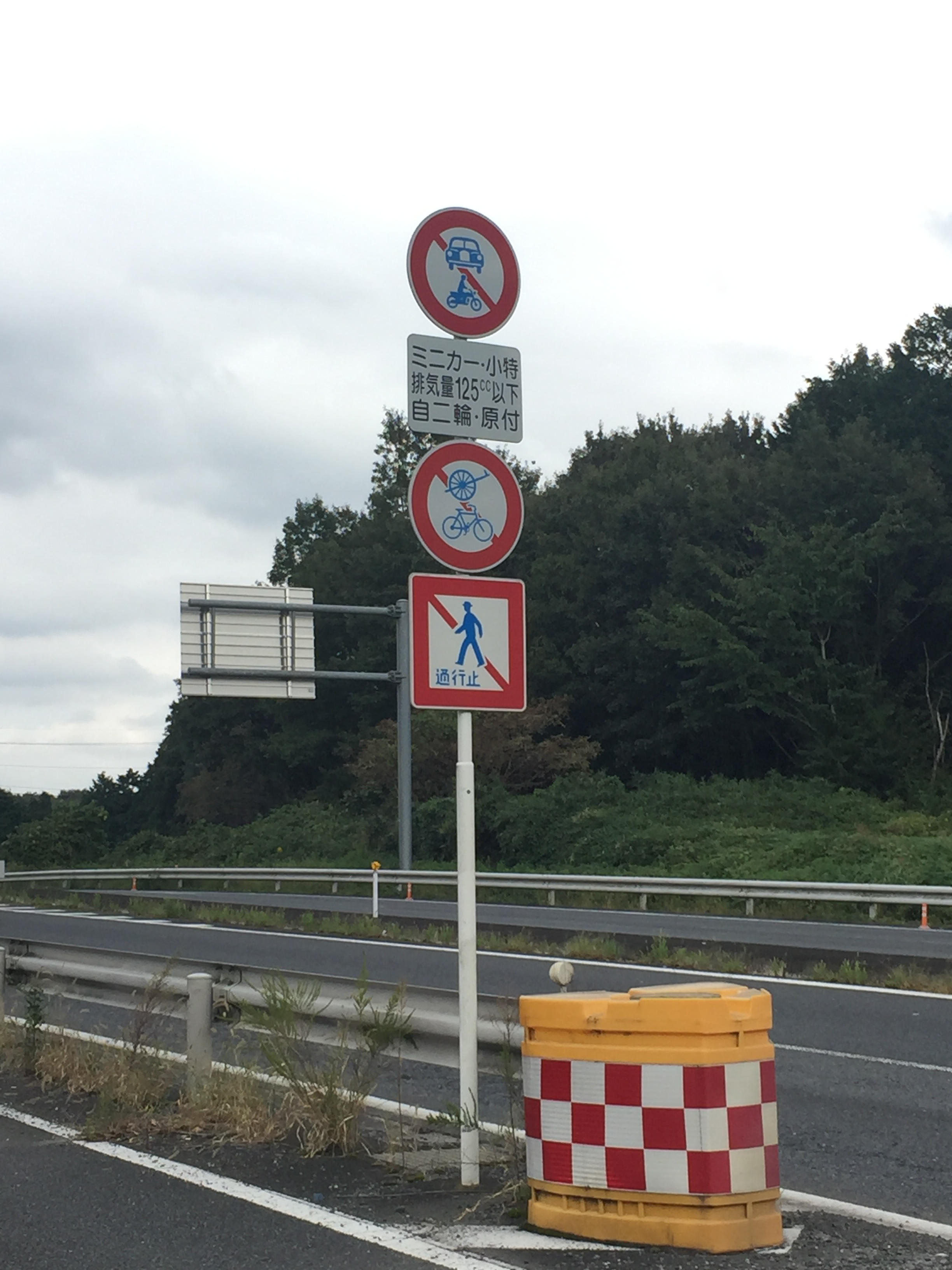
真岡I.C南交差点付近の真岡バイパス入口
通行止めの標識によって歩行者、自転車、小型自動二輪車・原動機付自転車などの通行が禁止されている。

本路線は、起点となる茨城県南西部から終点となる栃木県央・北部に至るまで、南北方向の最短経路を構成する道路となる予定である。全経路を通じて急カーブや急勾配などの線形の悪い箇所がないだけでなく、大きな迂回箇所もないため、地図で全容を確認するとほぼ一直線に見える。これは、東西方向に延びる圏央道・北関東道を補完する幹線道路としての機能にとどまらず、条件によっては高速道路を使うよりも早く目的地に到着できる道路として期待されている。
具体例として、北関東道真岡ICから東北道矢板ICの区間を高速道路を使い走行（栃木都賀JCT経由）した場合、70.8 kmで45分程度かかる。しかし本路線が全通した場合の同区間の所要時間は、35分程度と試算されている。
ただし、自動車専用道路となる区間が鬼怒テクノ通りのみで箇所が、接続道路との立体交差も少ないため、ラッシュ時などの交通量の変化に弱く、高速性・定時性の確保が課題となる。

## 構成する道路
- 国道294号
  - 常総バイパス
  - 二宮バイパス
  - 八木岡バイパス（二宮バイパスと接続する寺内南交差点から国道408号真岡南バイパスとの交差点まで）
- 国道408号
  - 鬼怒テクノ通り
    - 真岡南バイパス
    - 真岡バイパス（一部暫定開通）
    - 真岡北バイパス
    - 真岡宇都宮バイパス

  - 宇都宮高根沢バイパス（事業中）
- 清原中央通り（宇都宮清原工業団地内の幹線道路で、真岡宇都宮バイパスと宇都宮高根沢バイパスの間を繋ぐ現道活用区間）
- 国道4号
  - 氏家矢板バイパス

## 接続する道路

### 高規格幹線道路
- E6 常磐自動車道（谷和原IC、起点）
- C4 首都圏中央連絡自動車道（常総IC）
- E50 北関東自動車道（真岡IC）
- E4 東北自動車道（矢板IC、終点）

### 国道
- 国道354号（茨城県常総市 - 新井木交差点）
- 国道354号岩井水海道バイパス（茨城県常総市 - 相平橋西交差点）
- 国道125号（茨城県下妻市 - 高木川西交差点）
- 国道50号下館バイパス（茨城県筑西市 - 中館西交差点）
- 国道121号（栃木県真岡市 - 井頭公園入口交差点）
- 国道123号（栃木県宇都宮市 - 清原工業団地交差点）
- 国道293号（栃木県さくら市 - 川岸交差点、馬場南交差点）

### 主要地方道
- 茨城県道・千葉県道3号つくば野田線（茨城県つくばみらい市 - 小絹東交差点）
- 茨城県道24号土浦境線（茨城県常総市 - 石下高校東交差点）
- 茨城県道56号つくば古河線（茨城県下妻市 - 大園木交差点）
- 茨城県道・栃木県道54号明野間々田線（茨城県筑西市辻）
- 茨城県道23号筑西三和線（茨城県筑西市 - 一本松交差点、起点）
- 茨城県道7号石岡筑西線（茨城県筑西市 - 西谷貝交差点、終点）
- 栃木県道44号栃木二宮線（栃木県真岡市 - 久下田西7丁目交差点）
- 栃木県道47号真岡上三川線（栃木県真岡市 - 真岡I.C南交差点）
- 栃木県道46号宇都宮真岡線（栃木県真岡市下籠谷）
- （予定）栃木県道64号宇都宮向田線（宇都宮市野高谷町）
- （予定）栃木県道64号宇都宮向田線バイパス（宇都宮テクノ街道）（宇都宮市板戸町)
- （予定）栃木県道10号宇都宮那須烏山線（塩谷郡高根沢町宝積寺）
- 栃木県道62号今市氏家線（栃木県さくら市 - 馬場交差点、終点）
- 栃木県道30号矢板那須線（栃木県矢板市 - 東乙畑交差点）
- 栃木県道74号塩谷喜連川線（栃木県矢板市 - 片岡交差点）